# Pseudomeloe hornioides
Pseudomeloe hornioides es una especie de coleóptero de la familia Meloidae.

## Distribución geográfica
Habita en Sudamérica.